# Modesto Sardo
Modesto Sardo (Mineo, 1º settembre 1929 – Catania, 7 agosto 1991) è stato un politico italiano.

## Biografia
Avvocato ed assistente universitario di diritto ecclesiastico, fin da giovane si impegnò nell'Azione cattolica. Nominato componente nel 1972 del Consiglio di Stato, fu presidente aggiunto della II sezione fino alla scomparsa.
Dal 1957 al 1959 ha ricoperto la carica di sindaco di Mineo, per poi diventare consigliere provinciale di Catania. Nel 1963 viene eletto deputato all'Assemblea regionale siciliana, nella lista della DC nel collegio di Catania. Vi resterà per cinque legislature.
Vicino alla corrente di Giulio Andreotti, dal 1967 al 1970 fu componente del governo regionale siciliano, come assessore alla presidenza prima ed all'agricoltura dopo. Nuovamente assessore nel 1980 (alla cooperazione, commercio e pesca), venne eletto presidente della Regione il 21 marzo 1984, restando in carica fino al 1º febbraio 1985. Candidato alle elezioni politiche del 1987 sempre nelle liste dalla Democrazia Cristiana, non conseguì l'elezione al Senato e si ritirò dalla politica.